# Vincenzo Panerai
Vincenzo Panerai (Firenze, 1750 – Firenze, 1790) è stato un compositore e organista italiano.

## Notizie biografiche
Sulla sua vita si hanno notizie molto scarse, perfino gli anni di nascita e morte sono approssimativi. Fu sicuramente allievo di Bartolomeo Felici a Firenze insieme a Luigi Cherubini. È Cherubini a parlare di Panerai e di quanto le sue musiche fossero eseguite con successo a Firenze negli anni '70 del Settecento. Sappiamo che insegnò organo e che pubblicò molte opere didattiche, tra cui i Principi di musica, stampato a Firenze nel 1770 e contenente una tabella di diteggiatura per il flauto, che rappresenta una delle pochissime testimonianze dirette sulla tecnica del flauto barocco scritte in Italia prima del Saggio per ben suonare il flauto di Antonio Lorenzoni, apparso a Vicenza nove anni dopo. La Gazzetta Toscana del 1792 parla di lui come di un professore abile, autore anche di numerose composizioni sacre e cameristiche.

## Fonti

### Manoscritti
I manoscritti più antichi che recano opere di Panerai sono conservati nel Fondo musicale Venturi di Montecatini Terme. Copie manoscritte più tarde (della fine del Settecento e dell'Ottocento) di sue opere sono presenti a:

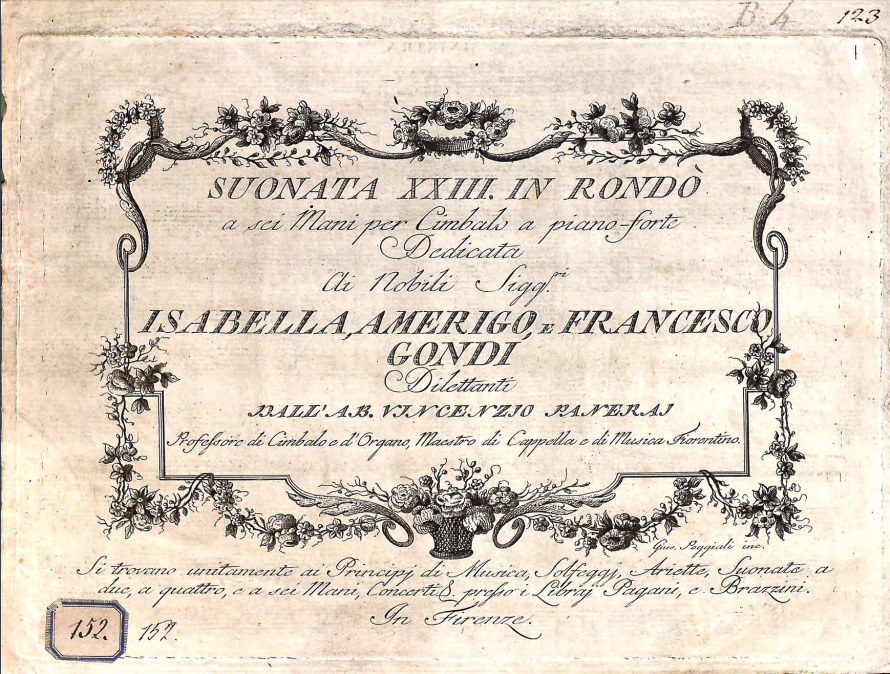
Frontespizio della Sonata 23 per tastiere di Panerai, stampata a Firenze da Giuseppe Poggiali e conservata nel Fondo Ricasoli dell'Università di Louisville in Kentucky, che data il documento all'incirca al 1797.

- Bologna (nella Biblioteca di San Francesco e nel Conservatorio Giovanni Battista Martini)
- Roma (Accademia nazionale di Santa Cecilia)
- Firenze (Basilica della Santissima Annunziata)
- Perugia (Basilica di San Pietro)
- Mantova (Fondo musicale Greggiati di Ostiglia)
- Zagabria (Zbirka Don Nikole Udina Algarotti)
- Berkeley (Jean Gray Hargrove Music Library, i cui 38 manoscritti non sono purtroppo datati).

Un suo probabile autografo è segnalato nella Bellis Collection della San Francisco State University.

### Musica a stampa
Per quel che riguarda le edizioni a stampa, oltre alle biblioteche che posseggono anche i manoscritti, hanno almeno un esemplare di opere di Panerai stampate:
- il Conservatorio Giuseppe Verdi di Milano
- il Museo Teatrale Carlo Schmidl di Trieste
- il Conservatorio Benedetto Marcello di Venezia
- la Biblioteca comunale Aurelio Saffi di Forlì
- la Biblioteca Palatina di Parma
- il Museo internazionale e biblioteca della musica di Bologna
- il Conservatorio Luigi Cherubini di Firenze
- l'Archivio Capitolare di Pistoia
- la Villa Puccini di Torre del Lago (Viareggio, Lucca)
- la Biblioteca Labronica Guerrazzi di Livorno
- l'Accademia Chigiana di Siena
- il Conservatorio San Pietro a Majella di Napoli
- la British Library di Londra
- la Bibliothèque du Conservatoire di Parigi
- la Library of Congress di Washington
- la Harvard College Library di Cambridge in Massachusetts
- il Fondo Ricasoli della University of Louisville in Kentucky (il cui unico documento è digitalizzato su IMSLP)